# 사라 루스벨트
사라 루스벨트(영어: Sara Ann Delano, 1854년 9월 21일~1941년 9월 7일)는 미국 제32대 대통령 프랭클린 D. 루스벨트의 어머니였다.